# کهکشان کلاه‌مکزیکی
کهکشان کلاه‌مکزیکی(به انگلیسی: Sombrero Galaxy) (یا M104 یا NGC 4594) یک کهکشان باز از زیرگروه کهکشان‌های مارپیچی است این کهکشان در صورت فلکی دوشیزه قرار دارد. این کهکشان یک هسته درخشان، یک برآمدگی مرکزی غیرمعمول بزرگ، و یک خط گرد و غبار برجسته در دیسک بیرونی خود دارد که تقریباً به صورت لبه‌ای دیده می‌شود. 